# Tombolo (Italië)

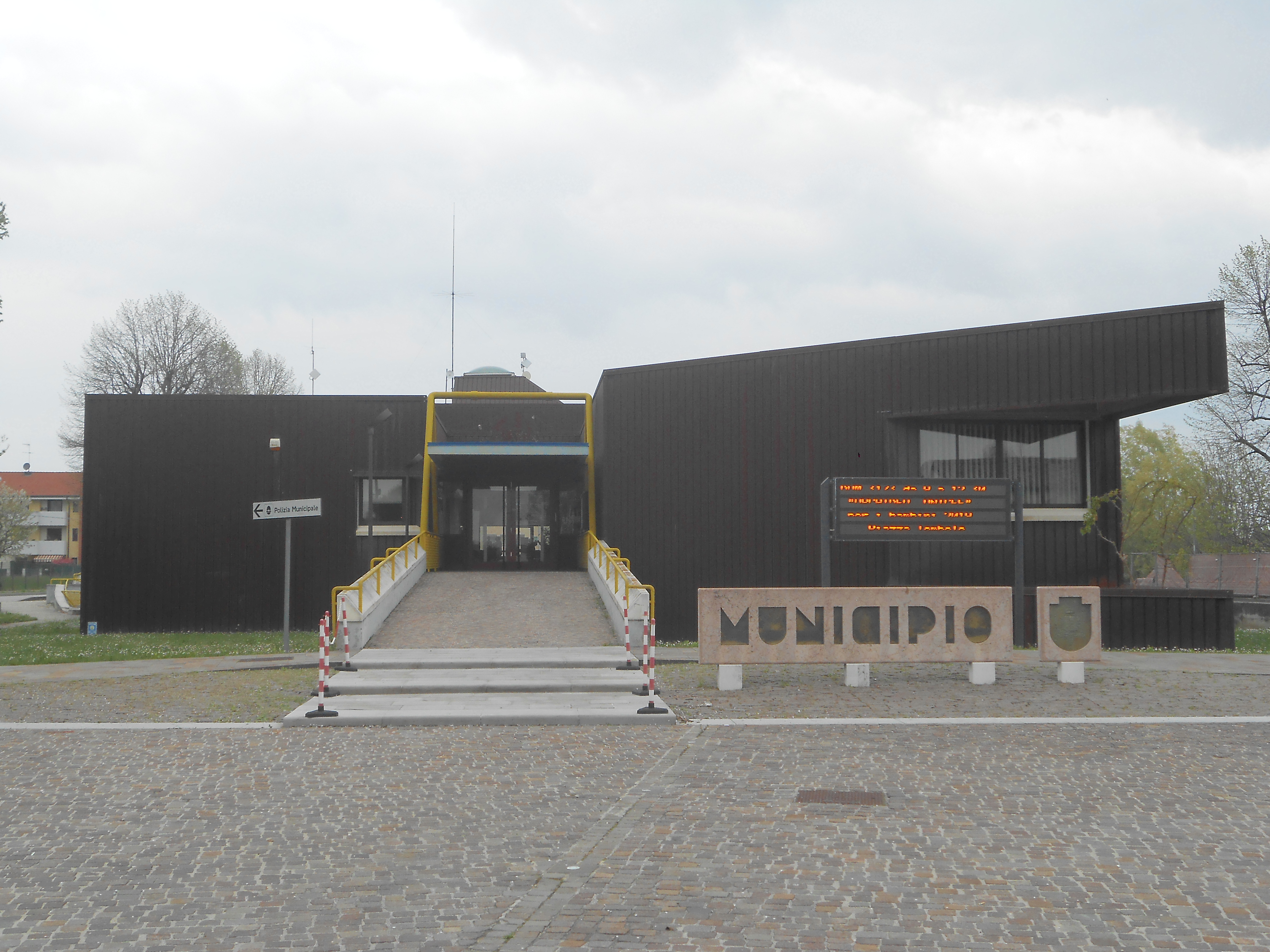
Gemeentehuis van Tombolo

Tombolo is een gemeente in de Italiaanse provincie Padua (regio Veneto) en telt 7467 inwoners (31-12-2004). De oppervlakte bedraagt 11,1 km², de bevolkingsdichtheid is 673 inwoners per km².
De volgende frazioni maken deel uit van de gemeente: Onara.

## Demografie
Tombolo telt ongeveer 2679 huishoudens. Het aantal inwoners steeg in de periode 1991-2001 met 6,1% volgens cijfers uit de tienjaarlijkse volkstellingen van ISTAT.
| Jaar | Inwoneraantal |
| ---- | ------------- |
| 1991 | 6542          |
| 2001 | 6944          |

## Geografie
De gemeente ligt op ongeveer 42 m boven zeeniveau.
Tombolo grenst aan de volgende gemeenten: Cittadella, Galliera Veneta, San Giorgio in Bosco, San Martino di Lupari, Villa del Conte.